# Johan Lodewijk van Nassau-Ottweiler
Johan Lodewijk van Nassau-Ottweiler (Saarbrücken, 24 mei 1625 - Reichelsheim, 9 februari 1690 n.s.) was graaf van Nassau-Ottweiler. Hij stamt uit de Walramse Linie van het Huis Nassau en is de stamvader van het Huis Nassau-Ottweiler.

## Biografie

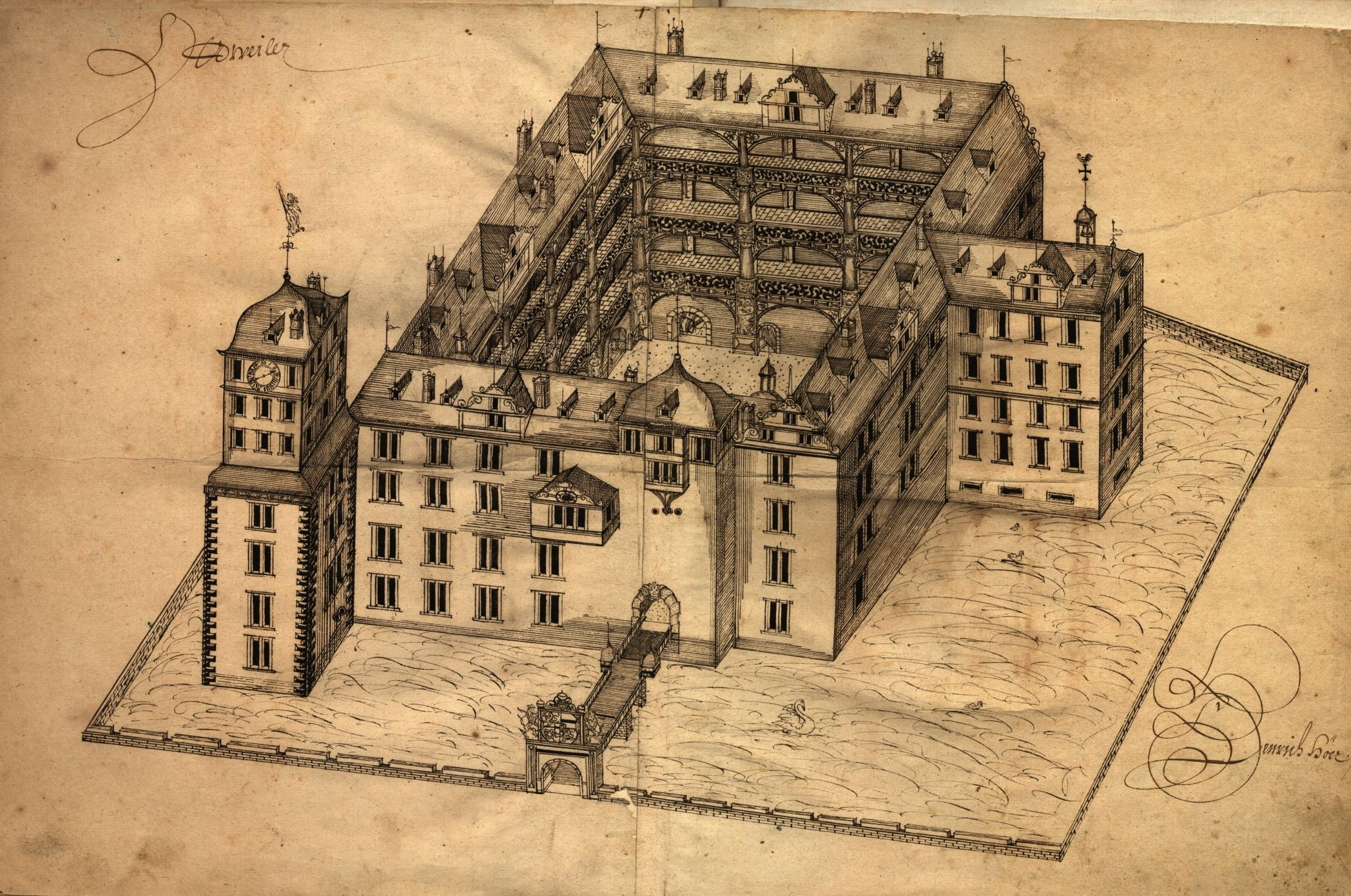
Slot Ottweiler

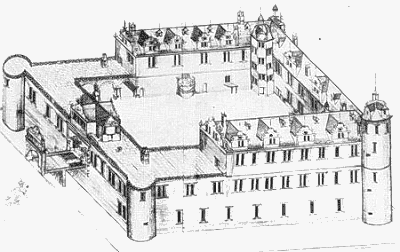
Slot Neunkirchen

Johan Lodewijk was de derde zoon van graaf Willem Lodewijk van Nassau-Saarbrücken en Anna Amalia van Baden-Durlach, dochter van markgraaf George Frederik van Baden-Durlach en Juliana Ursula van Salm-Neufville. Met zijn ouders moest hij op tienjarige leeftijd naar Metz vluchten.
Johan Lodewijk volgde in 1640 zijn vader op samen met zijn broers Crato, Gustaaf Adolf, en Walraad. De broers stonden formeel onder regentschap van hun moeder. Op 11 september 1641 keerde de familie terug naar Ottweiler. Crato overleed reeds in 1642. Johan Lodewijk studeerde in 1642 aan de universiteit van Saumur. Tussen 1644 en 1645 ondernam hij een cavaliersreis naar Parijs.
Bij de Vrede van Westfalen in 1648 kreeg de familie de bezittingen terug en werd de residentie naar Saarbrücken verlegd. In juli 1650 werd het Vredesvoltrekkingsverdrag van Neurenberg betreffende de teruggave van het graafschap Saarwerden gesloten. Na het overlijden van hun moeder in 1651 nam Johan Lodewijk het regentschap over Gustaaf Adolf en Walraad op zich.
Johan Lodewijk en zijn broers en hun ooms Johan van Nassau-Idstein en Ernst Casimir van Nassau-Weilburg gingen op 6 maart 1651 over tot een verdeling van hun bezittingen. Johan Lodewijk en zijn broers ontvingen als hun gezamenlijk bezit Saarbrücken met Jugenheim en Wöllstein, de helft van het ambt Stockheim, Usingen, Grävenwiesbach, Alt- en Neuweilnau, een deel van Kirberg (het andere deel is in bezit van de Ottoonse Linie), een deel van Mensfelden (gezamenlijk bezit met het aartsbisdom Trier en de familie Waldecken von Kempt) en een deel van Kettenbach met Rückershausen. De drie broers en hun beide ooms bleven gezamenlijk bezitten Nassau, (Bad) Ems, Saarwerden met Herbitzheim en Wadgassen, Homburg (in de Palts), Rosenthal, Ober- en Nieder-Rosbach.
In 1653 werd de in grafelijk bezit zijnde ijzergieterij in Neunkirchen weer in bedrijf genomen. Johan Lodewijk trad in Franse militaire dienst en werd op 6 april 1656 benoemd tot kolonel van het regiment infanterie Régiment de Royal-Alsace. Hij nam deel aan de Frans-Spaanse Oorlog en raakte in Spaanse krijgsgevangenschap.
Johan Lodewijk en zijn broers gingen in 1659 over tot een verdeling van hun bezittingen, waarbij hij Ottweiler met Jugenheim en Wöllstein verkreeg. Al ten tijde van zijn voogdij en ook later streefde hij naar de teruggave van de heerlijkheid Homburg en het graafschap Saarwerden van Lotharingen, ook met behulp van koning Lodewijk XIV van Frankrijk. Het kwam tot onderhandelingen voor de Rijksdag. Hoewel Johan Lodewijk in 1669 en 1670 de heerlijke rechten over Homburg werden verleend, bleef de vesting Homburg bezet tot de vereffening van oorlogsschulden van het rijk aan Lotharingen. Toen er een nieuwe oorlog tussen Frankrijk en Lotharingen uitbrak, gaf hertog Karel IV van Lotharingen de vesting Homburg aan Keur-Trier, dat het later moest overgeven aan Frankrijk.
Tijdens de Hollandse Oorlog vonden er ook verwoestingen plaats in de gebieden van Johan Lodewijk. In 1677 werd hij de senior van het Huis Nassau. Als zodanig was hij tot 1684 regent van Nassau-Weilburg en voogd van zijn achterneven Johan Ernst en Frederik Willem Lodewijk van Nassau-Weilburg.
Bij de Reüniepolitiek van Lodewijk XIV waren ook de Nassause bezittingen betrokken. Johan Lodewijk weigerde de Franse koning voor Ottweiler en Homburg te huldigen. In plaats daarvan droeg hij de regering in 1680 aan zijn zoon Frederik Lodewijk over. Johan Lodewijk ging daarna naar de Nassause landen aan de andere kant van de Rijn.
In dienst van de Boven-Rijnse Kreits in het kader van de opbouw van een nieuw rijksleger, werd Johan Lodewijk in 1681 Generalwachtmeister. In 1682 werd hij generaal-majoor en kolonel en eigenaar van een infanterieregiment. Hij was nog steeds in dienst tijdens de Negenjarige Oorlog. 
Johan Lodewijk overleed in Reichelsheim in de Wetterau, waar zijn regiment de winterkwartieren betrokken had, en werd in de Evangelische Kerk van Reichelsheim bijgezet.

## Huwelijk en kinderen
Johan Lodewijk huwde te Bischweiler op 6 oktober 1649 met Dorothea Catharina van Palts-Birkenfeld-Bischweiler (Bischweiler 3 juli 1634 o.s. - Neunkirchen 7 december 1715), dochter van paltsgraaf Christiaan I van Palts-Birkenfeld-Bischweiler en Magdalena Catharina van Palts-Zweibrücken.

Uit dit huwelijk werden de volgende kinderen geboren:
1. Christiaan Lodewijk (Ottweiler 21 juli 1650 - 25 juli 1650).
2. Frederik Lodewijk (Ottweiler 3 november 1651 o.s. - Saarbrücken 25 mei 1728), volgde zijn vader op.
3. Anna Catharina (Ottweiler 20 januari 1653 o.s. - Dhaun 15 februari 1731), huwde te Ottweiler in november 1671 met wild- en rijngraaf Johan Filips II van Salm-Dhaun (Dhaun 28 oktober 1645 - Dhaun 26 januari 1693).
4. Walraad (Slot Saarbrücken 7 november 1656 - Ottweiler 15 januari 1705), was officier in het keizerlijke, Staatse en Engelse leger, en gouverneur van Nijmegen.
5. Karel Siegfried (Ottweiler 3 september 1659 - Butzbach 3 februari 1679), was officier in het keizerlijke leger.
6. Lodewijk (Ottweiler 16 februari 1661 - Den Haag 19/29 december 1699), was officier bij de Staatse vloot.
7. Louise (Ottweiler 27 oktober 1662 - Ottweiler 10 oktober 1741).
8. Maurits (Ottweiler 17 september 1664 o.s. - Ottweiler 26 juli 1666 o.s.).